# März 2021
Portal Geschichte | Portal Biografien | Aktuelle Ereignisse | Jahreskalender | Tagesartikel

◄ |
20. Jahrhundert |
21. Jahrhundert

◄ |
1990er |
2000er |
2010er |
2020er
| 2030er | 2040er

◄ |
2017 |
2018 |
2019 |
2020 |
2021
| 2022 | 2023 | 2024 | 2025 | ►

◄ |
Dezember 2020 |
Januar 2021 |
Februar 2021 |
März 2021 |
April 2021 |
Mai 2021 |
Juni 2021 |
►
Dieser Artikel behandelt tagesbezogene Nachrichten und Ereignisse im März 2021.

## Tagesgeschehen

### Montag, 1. März 2021
- Bern/Schweiz: Beginn der Frühjahrssession der Eidgenössischen Räte (bis 19. März).
- Paris/Frankreich: Frankreichs früherer Staatspräsident Nicolas Sarkozy wird wegen Bestechung und unerlaubter Einflussnahme zu einer Haftstrafe von drei Jahren verurteilt. Davon werden zwei Jahre zur Bewährung ausgesetzt. Er muss aber voraussichtlich nicht ins Gefängnis, sondern kann die Strafe mit elektronischer Überwachung zu Hause verbüßen. Auch Sarkozys langjähriger Anwalt Thierry Herzog und der Jurist Gilbert Azibert werden zu Haftstrafen von jeweils drei Jahren, ebenfalls mit zwei Jahren auf Bewährung, verurteilt.
- Paris/Frankreich: Josef Aschbacher übernimmt das Amt des bisherigen ESA-Generaldirektors Johann-Dietrich Wörner.

### Dienstag, 2. März 2021
- Dschalalabad/Afghanistan: Bei einem Terroranschlag im Osten Afghanistans werden drei Mitarbeiterinnen einer Fernsehstation getötet. Die Terrororganisation IS übernimmt die Verantwortung für diese Attacke.[1]
- Jilib/Somalia: Kämpfer der al-Shabaab-Miliz richten in einer öffentlichen Exekution vor Hunderten Zuschauern im südsomalischen Jilib fünf Personen hin, die Spionagetätigkeiten für die USA oder den somalischen Geheimdienst nachgegangen sein sollen.[2]

### Mittwoch, 3. März 2021
- Budapest/Ungarn: Ministerpräsident Viktor Orbán erklärt den Austritt seiner Fidesz-Partei aus der Fraktion der Europäischen Volkspartei im Europaparlament.[3]

### Donnerstag, 4. März 2021
- Dschibuti/Dschibuti: Kurz nach der Abfahrt eines völlig überladenen Bootes in Richtung Jemen werfen Menschenschmuggler 80 Flüchtlinge über Bord, mindestens 20 von ihnen ertrinken.[4]

### Freitag, 5. März 2021
- Bagdad/Irak: Mit Franziskus besucht zum ersten Mal ein Papst den Irak. Zunächst stehen Treffen mit dem Ministerpräsidenten und dem Staatschef an, gefolgt von Begegnungen mit Vertretern der Ortskirche und der Zivilgesellschaft. Der Besuch wird überschattet von der zweiten Welle der COVID-19-Pandemie, die derzeit den Irak heimsucht. Für die Zeit des Papstbesuches gilt im Irak eine Ausgangssperre.[5]
- Dschalalabad/Afghanistan: Bei zwei Terrorattacken im Osten Afghanistans werden eine Ärztin und Arbeiter einer Gipsfabrik getötet. Die Terroranschläge werden der Terrororganisation IS zugeschrieben.[6]

### Samstag, 6. März 2021
- Ma'rib/Jemen: Bei Kämpfen um die Stadt Ma'rib werden mindestens 120 Personen getötet. Ma'rib ist die letzte größere Stadt im Norden Jemens, die von der international anerkannten Regierung kontrolliert wird. Vom Iran unterstützte Huthi-Rebellen versuchen in einer wochenlangen Offensive, die geostrategisch wichtige Stadt einzunehmen.[7]
- Nadschaf/Irak: Bei seinem Irak-Besuch trifft Papst Franziskus den geistlichen Führer der Schiiten, Großajatollah Ali as-Sistani. Schwerpunkt des Gesprächs war die Hervorhebung der Bedeutung der Zusammenarbeit und der Freundschaft zwischen den Religionsgemeinschaften sowie die Zusicherung as-Sistanis, sich dafür einzusetzen, dass die christlichen Bürger wie alle Iraker in Frieden und Sicherheit leben können, mit all ihren verfassungsmäßigen Rechten. An dem Gespräch war auch der Patriarch der chaldäisch-katholischen Kirche, Kardinal Louis Raphaël I. Sako, zugegen. Iraks Ministerpräsident Mustafa Al-Kadhimi erklärt den 6. März als Nationaler Tag der Toleranz und Koexistenz zum Feiertag. Anschließend reist der Papst zu einem interreligiösen Treffen in die Ebene von Ur, aus der nach alttestamentarischer Überlieferung Abraham stammt.[8]
- Oberstdorf/Deutschland: Die deutschen Skispringer Pius Paschke, Severin Freund, Markus Eisenbichler und Karl Geiger holen bei den Nordischen Skiweltmeisterschaften 2021 den Weltmeistertitel im Teamspringen.

### Sonntag, 7. März 2021
- Bata/Äquatorialguinea: Bei mehreren Dynamit-Explosionen, die sich auf einem Militärstützpunkt im zentralafrikanischen Äquatorialguinea ereignen, werden mindestens 105 Menschen getötet sowie 615 verletzt. Laut dem äquatorialguineischen Präsidenten Teodoro Obiang Nguema ist nachlässiger Umgang mit Sprengstoff die Ursache.[9]
- Berlin/Deutschland: Der CDU-Abgeordnete Nikolas Löbel kündigt im Zuge der „Maskenaffäre“ an, sich aus der Politik zurückzuziehen.
- Bern/Schweiz: Eidgenössische Volksabstimmung zum Freihandelsabkommen mit Indonesien und zum Verhüllungsverbot in der Öffentlichkeit.
- München/Deutschland: Georg Nüßlein verkündet im Zusammenhang mit der „Maskenaffäre“ seinen Austritt aus der CDU/CSU-Bundestagsfraktion.
- Sanaa/Jemen: Bei einem Lagerbrand kommen über 80 Migranten ums Leben.[10]

### Montag, 8. März 2021
- Beirut/Libanon: Bei Massenprotesten werden die Zufahrten zur Hauptstadt Beirut blockiert. Ursache für die Proteste sind der Verfall der nationalen Währung Libanesisches Pfund, was zu steigenden Verbraucherpreisen führt, Massenarbeitslosigkeit sowie die Verzögerung der Bildung einer neuen Regierung.[11]
- Berlin/Deutschland: Nikolas Löbel legt infolge der „Maskenaffäre“ sein Bundestagsmandat mit sofortiger Wirkung nieder, und der CDU-Kreisverband Mannheim gibt bekannt, dass Löbel „mit sofortiger Wirkung“ aus der CDU ausgetreten sei.
- Brasília/Brasilien: Das Oberste Bundesgericht Brasiliens hebt vier Korruptionsurteile gegen den ehemaligen Präsidenten Lula da Silva auf.[12]
- München/Deutschland: Georg Nüßlein erklärt im Zusammenhang mit der „Maskenaffäre“ seinen Austritt aus der CSU.
- Nikosia/Zypern: Israel, Griechenland und Zypern unterzeichnen eine Vereinbarung für die Verlegung eines Unterwasserkabels zum Stromtransport in drei Abschnitten zwischen Israel und Zypern, Zypern und Kreta, sowie Kreta und dem griechischen Festland. Es wird das längste und tiefste Unterseekabel darstellen und dem Stromaustausch aus erneuerbaren Energien dienen. Die Projektkosten werden auf 750 Mio. Euro taxiert. Zypern wird damit an den europäischen Strommarkt angebunden.[13][14]
- Sirte/Libyen: Nach jahrelanger Spaltung in eine Einheitsregierung in Tripolis und eine Gegenregierung in Tobruk tagt zum ersten Mal das 2014 gewählte libysche Parlament in einer gemeinsamen Sitzung in Sirte. Auf dem Programm steht die Abstimmung über eine nationale Einheitsregierung, die von Abdul Hamid Dbeiba angeführt werden soll.[15][16]
- Yamoussoukro/Elfenbeinküste: Nach dem Tod des amtierenden Premierministers ernennt Präsident Alassane Ouattara seinen Vertrauten Patrick Achi zum neuen kommissarischen Premierminister.[17]

### Dienstag, 9. März 2021
- Frankfurt am Main/Deutschland: Der Bundestrainer der deutschen Fußball-Herrennationalmannschaft, Joachim Löw, gibt bekannt, dass er nach der Europameisterschaft 2021 nach 15 Jahren Amtszeit sein Amt als Cheftrainer niederlegen werde.
- Moskau/Russland: Die Raumfahrtbehörden Russlands und Chinas, Roskosmos und CNSA, unterzeichnen ein Kooperationsabkommen zum Bau einer gemeinsam betriebenen Mondstation. Diese soll laut Roskosmos der experimentellen Forschung auf der Mondoberfläche und/oder Umlaufbahn des Mondes dienen und allen interessierten Staaten und internationalen Partnern offenstehen.[18]

### Mittwoch, 10. März 2021
- Lausanne/Schweiz: Thomas Bach ist für vier weitere Jahre als Präsident des Internationalen Olympischen Komitees wiedergewählt worden.
- Melbourne/Australien: Die Regierung des australischen Bundesstaates Victoria beruft eine Wahrheitskommission, die Gewalt gegen die indigene Bevölkerung vom Ende des 18. bis zum Ende des 20. Jahrhunderts untersuchen soll. Ziel ist ein Vertrag, in dem das Verhältnis der Aborigines und dem Bundesstaat festgehalten werden soll.[19]
- Sirte/Libyen: Die Abgeordneten stimmen mit 132 von 178 Stimmen für die nationale Einheitsregierung, die 27 Ministerien umfasst und von Abdul Hamid Dbeiba angeführt wird. Offen ist noch der Posten des Verteidigungsministers, diese Vereidigung soll in einer weiteren Parlamentssitzung in Bengasi nachgeholt werden.[20]
- Straßburg/Frankreich: Bei einem Großbrand in einem Rechenzentrum werden Server und Datenzentren zerstört und beschädigt, womit Dienste zahlreicher Unternehmen beeinträchtigt werden. Millionen Webseiten der Domain .fr gehen offline.[21]
- Washington, D.C./Vereinigte Staaten: Nach dem Senat stimmt auch das Repräsentantenhaus einem Konjunkturpaket mit einem Umfang von 1,9 Billionen US-Dollar zur Bewältigung der Corona-Krise zu.[22]

### Donnerstag, 11. März 2021
- Bischkek/Kirgisistan: Nach einer erfolgreichen Parlamentsabstimmung soll am 11. April ein Referendum über eine Verfassungsänderung abgehalten werden. Nach dieser würden dem amtierenden Präsidenten mehr Rechte eingeräumt, unter anderem das eines erneuten Wahlantritts nach Auslaufen der jetzigen Amtsperiode.[23]
- Kairo/Ägypten: Ein Brand in einer Textilfabrik fordert mindestens 20 Tote und 24 Verletzte.[24]
- Peking/China: Die Abgeordneten des chinesischen Volkskongresses billigen eine umstrittene Wahlrechtsreform der Sonderverwaltungszone Hongkong bei einer Enthaltung und keiner Gegenstimme. So soll das Komitee zur Wahl eines Hongkonger Regierungschefs und das Parlament vergrößert sowie die Sonderverwaltungszone von „Patrioten“ regiert werden.[25] Ein „Überprüfungsausschuss“ soll bestimmen, wer als „patriotisch“ gilt. Es wird befürchtet, dass in Zukunft nur noch linientreue Personen Parlamentsabgeordnete sein werden können. Die EU sieht in der Reform eine Verletzung der Autonomierechte Hongkongs.[26]

### Freitag, 12. März 2021
- Kaduna/Nigeria: Bei einem bewaffneten Überfall auf eine Schule in Mando im Bundesstaat Kaduna werden 30 Schüler und mehrere Angestellte entführt.[27]

### Samstag, 13. März 2021
- Almaty/Kasachstan: Beim Absturz eines im Landeanflug auf den Flughafen Almaty befindlichen Militärflugzeuges kommen vier Insassen um, zwei überleben verletzt.[28]
- Herat/Afghanistan: Bei der Explosion einer Autobombe nahe einer Polizeistation in Herat werden acht Personen getötet und 50 verletzt.[29]
- La Paz/Bolivien: In Bolivien wird die ehemalige Übergangspräsidentin Jeanine Áñez unter dem Vorwurf des Terrorismus und des Aufruhrs festgenommen. Gegen sie laufen Ermittlungen wegen eines angeblichen Putsches gegen ihren Vorgänger Evo Morales.[30]

### Sonntag, 14. März 2021
- Hanau/Deutschland: In der Oberbürgermeisterwahl 2021 wurde Claus Kaminsky (SPD) zum vierten Mal zum Oberbürgermeister der Stadt Hanau gewählt.[31]
- Mainz/Deutschland: Landtagswahl in Rheinland-Pfalz
- Stuttgart/Deutschland: Landtagswahl in Baden-Württemberg
- Wiesbaden/Deutschland: Kommunalwahlen in Hessen

### Montag, 15. März 2021

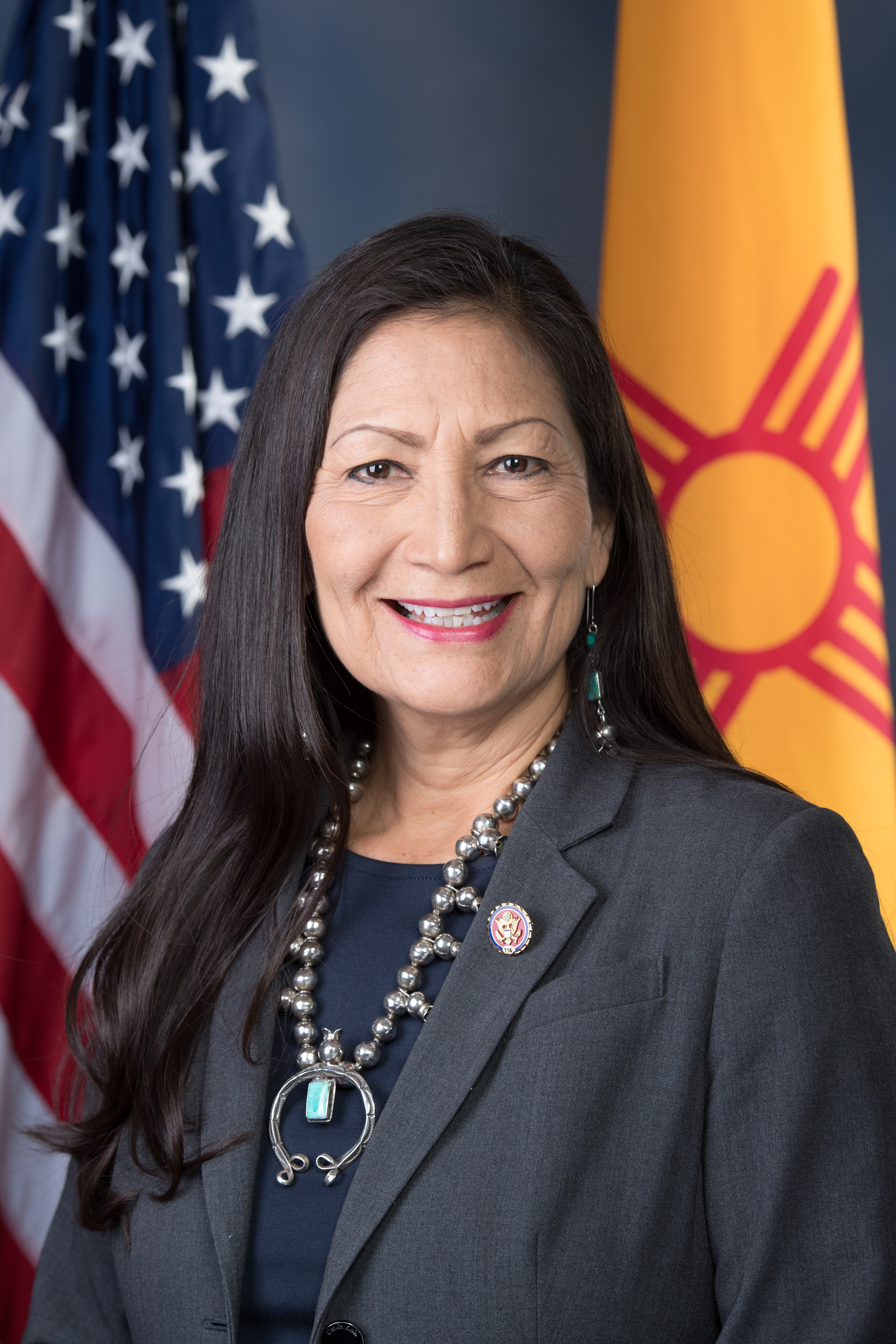
Deb Haaland (2019)

- Vatikanstadt: Die Kongregation für die Glaubenslehre erklärt, dass die katholische Kirche keine Vollmacht habe, homosexuelle Partnerschaften zu segnen, da Verbindungen homosexueller Paare nicht dem göttlichen Willen entsprächen.[32][33]
- Washington, D.C./Vereinigte Staaten: Mit Deb Haaland wird zum ersten Mal eine Indianerin vom Senat als Bundesministerin bestätigt. Im Kabinett Biden bekleidet sie den Posten der Innenministerin.[34]

### Dienstag, 16. März 2021
- Aden/Jemen: Wütende Demonstranten stürmen den Präsidentenpalast in Aden, wo die international anerkannte Regierung des Landes ihren Sitz hat. Mehrere Kabinettsmitglieder sowie Premierminister Maeen Abdul Malek werden durch jemenitische und saudische Sicherheitskräfte in ein nahe gelegenes Militärgebäude evakuiert. Grund für die Erstürmung ist die Wut über das weitestgehende Fehlen staatlicher Verwaltungsfunktionen, die desolaten Lebensbedingungen und der Verfall der Währung.[35]
- Tillabéri/Niger: Bei einem bewaffneten Überfall in der Region Tillabéri im Südwesten Nigers werden 58 Zivilisten getötet, als sie in einem Konvoi von einem Markt in ihre Heimatdörfer fahren. Bei Angriffen in Dörfern werden weitere Personen getötet und Speicher zerstört.[36]

### Mittwoch, 17. März 2021
- Amsterdam/Niederlande: Bei der Parlamentswahl wird die Partei von Ministerpräsident Mark Rutte stärkste parlamentarische Kraft.[37]
- Ankara/Türkei: Die Generalstaatsanwaltschaft des Obersten Gerichtshofs in der Türkei beantragt, die oppositionelle Partei HDP vom Verfassungsgericht verbieten zu lassen.[38] Das Auswärtige Amt sowie der Europarat und die Vereinigten Staaten kritisieren das Vorgehen und zweifeln die Rechtsstaatlichkeit der Türkei an.[39]
- Gao/Mali: Bei einem Angriff auf einen Stützpunkt der Streitkräfte Malis werden in Tessit in der Region Gao 33 Soldaten und 20 Angreifer getötet.[40]

### Donnerstag, 18. März 2021
- Amsterdam/Niederlande: Nach einer Prüfung des AstraZeneca Vakzins gegen Sars-CoV-2 wurde dieses für „wirksam und sicher“ erklärt. Die Verabreichung des Impfstoffes in Deutschland wird ab dem 19. März fortgesetzt. Der Einsatz dieses Vakzins wurde in mehreren europäischen Ländern vorerst ausgesetzt, da der Verdacht bestand, der Impfstoff könnte eine Sinusvenenthrombose verursachen.[41]
- Anchorage/Vereinigte Staaten: Das erste Treffen zwischen hochrangigen Vertretern der USA mit denen aus China in Alaska wird von gegenseitigen Vorwürfen überschattet. Während die USA die Unterdrückung der Uiguren und die restriktive Politik gegenüber der Sonderverwaltungszone Hongkong sowie Taiwan kritisieren, seien laut China die Vereinigten Staaten weit davon entfernt, eine „globale öffentliche Meinung“ zu repräsentieren.[42]
- Hamburg/Deutschland: Als Reaktion auf das Missbrauchsgutachten des Erzbistums Köln bietet der Hamburger Erzbischof Stefan Heße dem Papst seinen Amtsverzicht an. Heße war Personalchef sowie Generalvikar in Köln. Das veröffentlichte Gutachten hatte ihm insgesamt elf Pflichtverletzungen im Umgang mit sexualisierter Gewalt nachgewiesen.[43]
- Köln/Deutschland: Das Gutachten zum Umgang mit sexualisierter Gewalt im Erzbistum Köln wird der Öffentlichkeit vorgestellt. Es war mit großer Spannung erwartet worden, da das zunächst in Auftrag gegebene erste Gutachten aufgrund methodischer Mängel zurückgehalten worden war, was zu erheblicher Kritik an Erzbischof Rainer Maria Kardinal Woelki geführt hatte. Während Woelki keine Pflichtverletzungen nachgewiesen wurden, belastet das Gutachten den verstorbenen Erzbischof Joachim Kardinal Meisner schwer. Als eine erste Reaktion entband Kardinal Woelki die ebenfalls belasteten Dominikus Schwaderlapp (Weihbischof) und Günter Assenmacher (Offizial des Erzbistums) von ihren Aufgaben.[44]
- Madrid/Spanien: Als fünftes Land nach den Niederlanden, Belgien, Luxemburg und Kanada legalisiert Spanien die aktive Sterbehilfe.[45]

### Freitag, 19. März 2021

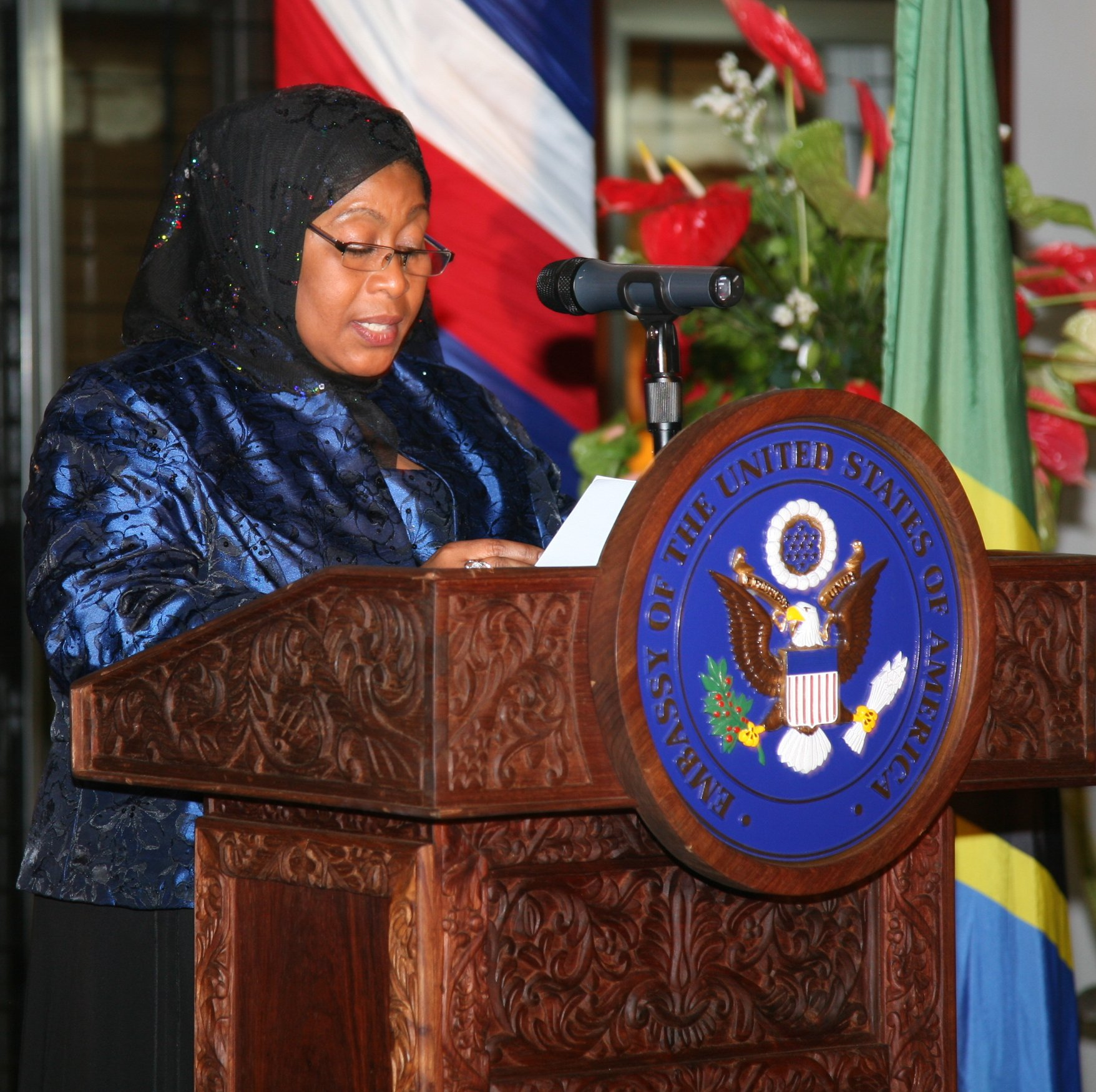
Samia Suluhu Hassan (2011)

- Daressalam/Tansania: Nach dem Tod von John Magufuli wird die bisherige Vizepräsidentin Samia Suluhu Hassan als erste Präsidentin Tansanias in Daressalam vereidigt. Nach ihrer Vereidigung nimmt sie eine Militärparade ab.[46]
- Minsk/Belarus: Machthaber Aljaksandr Lukaschenka eröffnet bei einem Fabrikbesuch in Minsk „einem anderen Präsidenten“ die Möglichkeit, seinen Posten zu besetzen. Potentielle Kandidaten seien der frühere Innenminister Yuri Karayeu und der frühere Gesundheitsminister Wladimir Karanek.[47] Derweil hat die im Exil lebende parteilose Oppositionsführerin Swjatlana Zichanouskaja einen elektronischen Abstimmungsprozess eingeleitet, um über die politische Krise des Landes zu verhandeln. Dazu sollen im Mai Gespräche mit der Regierung stattfinden.[48]
- Reykjavík/Island: Auf der Halbinsel Reykjanes im Südwesten von Island beginnt in einem unbewohnten Gebiet mit einer Spalteneruption der Ausbruch beim Fagradalsfjall.[49]
- Willemstad/Curaçao: Bei der Parlamentswahl wird die Beweging voor de Toekomst van Curaçao (MFK) stärkste politische Kraft.[50]
- Weltweit: Globaler Klimastreik

### Samstag, 20. März 2021
- Ankara/Türkei: In der Nacht zum 20. März wurde per Amtsblatt ein Dekret von Recep Tayyip Erdoğan bekannt gegeben, das den Austritt der Türkei aus dem Übereinkommen des Europarats zur Verhütung und Bekämpfung von Gewalt gegen Frauen und häuslicher Gewalt mit sofortiger Wirkung zum Inhalt hatte. Dieses auch kurz Istanbul-Konvention genannte Übereinkommen wurde am 11. Mai 2011 von dreizehn Mitgliedstaaten des Europarates in Istanbul unterzeichnet. Mit dabei war damals auch die Türkei in Person von R. T. Erdoğan, damals als Ministerpräsident des Landes. Das türkische Parlament hatte es zudem als erstes der Unterzeichnerstaaten am 14. März 2012 ratifiziert, wurde aber laut der türkischen Frauenrechtsorganisation «Wir werden Frauenmorde stoppen» nie angewendet und es wurden alleine letztes Jahr über 300 Frauen meist von Männern aus ihrem sozialen Umfeld ermordet.[51]
- Simferopol/Krim: Der russische Staat vollzieht die Enteignung aller nichtrussischen Grundstückseigentümer auf der unter russischer Kontrolle stehenden Halbinsel Krim.[52]
- Tokio/Japan: Aufgrund der Corona-Pandemie sollen die Olympischen Sommerspiele dieses Jahr ohne ausländische Zuschauer durchgeführt werden. Erhebliche finanzielle Einbußen der Organisatoren durch die Erstattung bereits bezahlter Tickets und im Tourismus durch ausbleibende internationale Gäste sind die Folge.[53]

### Sonntag, 21. März 2021
- Aleppo/Syrien: Bei einem Angriff durch von der syrischen Regierung unterstützten Kräfte in einer Rebellenhochburg wird das Krankenhaus von Atareb getroffen. Dabei kommen sieben Zivilisten ums Leben, 14 dort arbeitende Ärzte werden verletzt. Nach Rebellenangaben beschossen zudem russische Kampfflugzeuge mehrere Ausbildungslager.[54]
- Ankara/Türkei: Nach der Entlassung von Naci Ağbal setzt Präsident Recep Tayyip Erdoğan den Wirtschaftskolumnisten Şahap Kavcıoğlu als neuen Notenbankchef ein. Die Türkei leidet unter einer Wirtschaftskrise, die Inflationsrate liegt bei 15 %. Besonders Grundnahrungsmittel verteuern sich, der Unmut in der Bevölkerung wächst. Vor einigen Tagen war der Leitzins gegen den Willen des Staatsoberhaupts angehoben worden.[55]
- Brazzaville/Republik Kongo: Bei den Präsidentschaftswahlen gilt Amtsinhaber Denis Sassou-Nguesso als Favorit. Sein Hauptrivale Guy Brice Parfait Kolélas ist an Covid-19 erkrankt und wird nach Frankreich ausgeflogen; er stirbt am Flug. Das Innenministerium erlaubt der katholischen Kirche mit 1100 Personen die Wahl zu beobachten, internationale Wahlbeobachter sind nicht zugelassen.[56]
- Sydney/Australien: Nach tagelangem Starkregen kommt es an Australiens Ostküste zu Überschwemmungen, die zu Evakuierungen mehrerer Ortschaften führen. Besonders betroffen ist dabei der Bundesstaat New South Wales. Die Behörden stufen die Situation als Naturkatastrophe ein.[57]
- Tahoua/Niger: Bei einem Massaker von mutmaßlich dem IS nahestehenden Terroristen werden mindestens 137 Personen getötet, als drei Dörfer in der Region Tahoua überfallen werden.[58][59]

### Montag, 22. März 2021
- Boulder/Vereinigte Staaten: Im US-Bundesstaat Colorado kommen bei einer Schießerei in einem Supermarkt zehn Menschen ums Leben. Derweil werden in den USA die Rufe nach schärferen Waffengesetzen lauter.[60]
- Bristol/Vereinigtes Königreich: Proteste gegen ein neues Gesetz, das der Polizei in England und Wales mehr Befugnisse bei Demonstrationen einräumt, schlagen in schwere Krawalle und Randale um. Dabei werden in Bristol eine Polizeistation angegriffen und Einsatzfahrzeuge der Polizei in Brand gesetzt.[61]
- Brüssel/Belgien: Die EU verhängt erstmals seit 1989 wegen Menschenrechtsverstößen und Verstößen gegen die Demonstrations- und Meinungsfreiheit Sanktionen gegen chinesische Einzelpersonen. Daraufhin werden von chinesischer Seite ebenso Sanktionen gegen Einzelpersonen aus der EU verhängt.[62]
- Cox’s Bazar/Bangladesch: Ein Großbrand in einem Flüchtlingslager für aus Myanmar vertriebene Angehörige der Rohingya fordert mindestens 15 Tote, 400 Personen werden vermisst. 45.000 Bewohner des Flüchtlingslagers sind nun obdachlos. Die Brandursache ist nicht bekannt.[63]
- Riad/Saudi-Arabien: Im Konflikt mit Huthi-Rebellen im jeminitischen Bürgerkrieg schlägt das saudische Außenministerium eine jemenweite Waffenruhe unter Aufsicht der Vereinten Nationen vor.[64]
- Stockholm/Schweden: Beginn der Eiskunstlauf-Weltmeisterschaften 2021 (bis 28. März)

### Dienstag, 23. März 2021

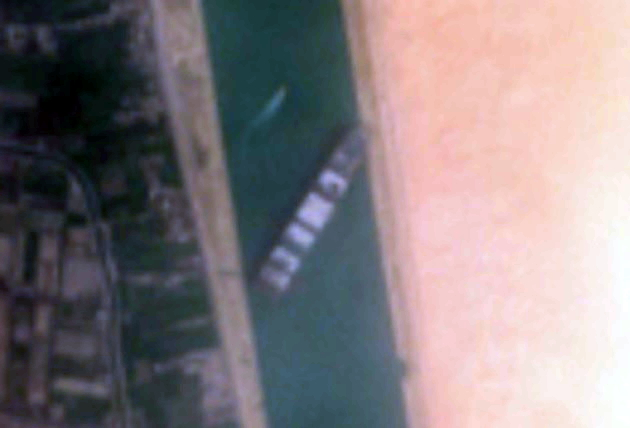
Das Containerschiff „Ever Given“ blockiert den Suezkanal.

- Berlin/Deutschland: Die Bundeskanzlerin und die Ministerpräsidenten der Länder beschließen, den seit drei Monaten geltenden „Lockdown“ zur Bekämpfung der Corona-Pandemie bis zum 18. April 2021 zu verlängern. Zusätzlich wird eine „Ruhepause“ über Ostern beschlossen, wozu der diesjährige Gründonnerstag und Karsamstag zu Ruhetagen bestimmt werden und vom 1.–5. April private Zusammenkünfte auf fünf Personen aus zwei Haushalten beschränkt werden sollen (Kinder bis 14 Jahre nicht mitgezählt; Paare mit getrennten Wohnungen gelten als ein Haushalt). Öffentliche Ansammlungen sollen während dieser Zeit untersagt und der Lebensmitteleinzelhandel nur am Karsamstag geöffnet werden. Am 12. April 2021 will die Runde sich erneut über das Thema beraten.[65]
- Chaman/Pakistan: Bei der Explosion einer Autobombe in Chaman in der Provinz Belutschistan nahe der Grenze zu Afghanistan werden drei Personen getötet und 13 weitere verletzt. Die Bewegung der pakistanischen Taliban bekennen sich zu dem Terroranschlag.[66]
- Jerusalem/Israel: Wahl zur 24. Knesset
- London/Vereinigtes Königreich: Das Gemälde Game Changer des britischen Künstlers Banksy wird für umgerechnet 19,4 Millionen Euro versteigert. Der Erlös soll dem National Health Service zugutekommen.[67]
- Suez/Ägypten: Die Ever Given, ein havariertes Containerschiff unter panamaischer Flagge, blockiert den Suezkanal nördlich von Suez.[68]

### Mittwoch, 24. März 2021
- Addis Abeba/Äthiopien: Im Konflikt um die Region Tigray bestätigt Ministerpräsident Abiy Ahmed erstmals den Einsatz eritreischer Truppen im Norden Äthiopiens zur Bekämpfung der Rebellen des militärischen Arms der Volksbefreiungsfront von Tigray. Allerdings sollen sich die eritreischen Einheiten zurückziehen, sobald die äthiopischen Streitkräfte die Kontrolle über die Grenzregion zurück erlangen.[69]
- Berlin/Deutschland: Die am Vortag von der Bundeskanzlerin und den Ministerpräsidenten der Länder vereinbarte „Osterruhe“, die vom 1.–5. April 2021 gelten sollte und als Maßnahme gegen die Covid-19-Pandemie beschlossen wurde, wird wieder zurückgenommen. Die anderen Punkte, die in der Bund-Länder-Runde am Vortag beschlossen wurden, sind von der Rücknahme nicht betroffen.[70]
- Bratislava/Slowakei: Im Streit um das Coronakrisenmanagemnet treten Außenminister Ivan Korčok und Bildungsminister Branislav Gröhling zurück. Der Streit hat sich um die eigenständige Beschaffung des russischen Impfstoffes Sputnik V durch Ministerpräsident Igor Matovič entzündet. Staatspräsidentin Zuzana Čaputová ruft den Ministerpräsidenten auf, im Zuge eines Umbaus der Regierung zurückzutreten.[71]
- Brüssel/Belgien: In Belgien sollen die Maßnahmen zur Bekämpfung der Covid-19-Pandemie laut dem Premierminister Alexander De Croo ausgeweitet werden. De Croo gab nach Regierungsberatungen bekannt, dass eine vierwöchige „Osterpause“ geplant sei, während derer nicht-systemrelevante Geschäfte Kunden nur noch mit Termin empfangen dürfen und Dienstleistungsbetriebe mit direktem Kundenkontakt – wie z. B. Friseure – schließen müssen. Treffen im Freien sollen auf vier Personen (mit Maske) beschränkt werden. Schulen sollen ebenfalls geschlossen werden, Kindergärten bleiben geöffnet.[72]
- Vatikanstadt: Aufgrund finanzieller Einbußen durch die Coronakrise kürzt Papst Franziskus das Gehalt der Kardinäle und anderer Würdenträger um bis zu zehn Prozent.[73]
- Wien/Österreich: Wegen der drohenden Überlastung des Gesundheitssystems werden die Maßnahmen zur Bekämpfung der Covid-19-Pandemie in Wien und zwei Bundesländern Österreichs ausgeweitet. Vom 1.–6. April sollen dort auch tagsüber Ausgangssperren gelten. Museen und nicht für den Grundbedarf relevante Geschäfte müssen schließen. Die Wohnung darf im Wesentlichen nur zum Einkaufen und zur sportlichen Betätigung verlassen werden. „Körpernahe“ Dienstleistungsbetriebe (z. B. Friseure) müssen schließen. Die Schulen sollen nach Ostern eine Woche lang geschlossen bleiben.[74]

### Donnerstag, 25. März 2021
- Andorra la Vella/Andorra: Mit König Felipe VI. besucht zum ersten Mal ein spanisches Staatsoberhaupt das Nachbarland Andorra.[75]

### Freitag, 26. März 2021
- Chittagong/Bangladesch: Bei Protesten islamistischer Gruppen gegen den Besuch des indischen Premierministers Narendra Modi zum 50. Jahrestag der Unabhängigkeit Bangladeschs in Chittagong erschießt die Polizei mindestens vier Personen.[76]
- Genf/Schweiz: Im Rahmen der Verleihung des Schweizer Filmpreises 2021 wird Schwesterlein von Stéphanie Chuat und Véronique Reymond in den Kategorien Bester Spielfilm, Bestes Drehbuch, Beste Nebendarstellerin (Marthe Keller), Beste Kamera und Bester Schnitt ausgezeichnet.[77]
- Genf/Schweiz: Die Europäische Rundfunkunion als Veranstalter des diesjährigen Eurovision Song Contests schließt Belarus von der Teilnahme am Wettbewerb aus, da der geplante Beitrag gegen die Teilnahmeregeln verstößt. Die Staatsführung in Minsk kritisiert den Ausschluss als „politisch motiviert“.[78]
- Tahta/Ägypten: Beim Aufprall eines Zuges der Ägyptischen Staatsbahnen auf einen vorausfahrenden Zug, in dem jemand zwischen den Stationen El Maragha und Tahta die Notbremse gezogen hatte, sterben mindestens 19 Menschen, 185 werden verletzt.[79]

### Samstag, 27. März 2021
- Istanbul/Türkei: Tausende Türkinnen protestieren in Istanbul gegen den von Staatschef Recep Tayyip Erdoğan geplanten Austritt aus einer Konvention zum Schutz von Frauen.[80]
- Kairo/Ägypten: Beim Einsturz eines Apartment-Wohnhauses im Kairoer Stadtteil el-Salam kommen mindestens 18 Personen ums Leben.[81]
- Kandahar/Afghanistan: Bei der Explosion einer Autobombe in der Provinz Kandahar kommen drei Sicherheitsoffiziere ums Leben. Im Süden und in der Mitte Afghanistans kommt es zu Zusammenstößen zwischen afghanischen Sicherheitsleuten und den Taliban. Die Taliban beschuldigen die Sicherheitsleute, in Zentralafghanistan Zivilisten angegriffen zu haben.[82]
- Pemba/Mosambik: Nach gewaltsamen Kämpfen übernehmen Dschihadisten mit Verbindungen zum Terrornetzwerk Islamischer Staat die Kontrolle über die Küstenstadt Palma in der Provinz Cabo Delgado. Zahlreiche Zivilisten sind dabei getötet worden, Tausende Menschen befinden sich auf der Flucht.[83]
- Yangon/Myanmar: Bei Protesten gegen die Militärjunta werden 114 Personen getötet, darunter auch Kinder.[84]

### Sonntag, 28. März 2021
- Juba/Südsudan: Vertreter der sudanesischen Regierung und Vertreter von Rebellengruppen von Südkordofan unterzeichnen im Beisein des südsudanesischen Präsidenten Salva Kiir Mayardit in Juba ein Abkommen, das Religionsfreiheit und die Trennung von Religion und Staat im Sudan garantieren soll.[85]
- Kabul/Afghanistan: Bei bewaffneten Auseinandersetzungen afghanischen Sicherheitskräfte gegen die Taliban werden mindestens 20 Zivilisten in der Provinz Chost getötet.[86] Bei der Explosion einer Bombe werden in der Provinz Laghman drei Polizisten getötet.[87] Bei einem Angriff der Taliban auf einen Kontrollposten werden fünf Sicherheitsbedienstete in der Provinz Nangarhar getötet.[88]
- Makassar/Indonesien: Bei einem Selbstmordanschlag vor einer katholischen Kirche auf der indonesischen Insel Sulawesi sind 20 Menschen verletzt worden. Die beiden mutmaßlichen Attentäter kamen bei der Explosion ums Leben.[89]
- Sanaa/Jemen: Nach einem Übereinkommen verlassen die meisten der letzten 13 Juden das von den Huthi-Rebellen kontrollierte Gebiet und siedeln in die Vereinigten Arabischen Emirate.[90][91]

### Montag, 29. März 2021
- Genf/Schweiz: Die Weltgesundheitsorganisation geht in einem Bericht, der am 30. März 2021 veröffentlicht werden soll, davon aus, dass der ursprüngliche Übergang des SARS-CoV-2-Virus auf den Menschen direkt oder indirekt durch eine Fledermaus stattfand. Am wahrscheinlichsten sei eine indirekte Übertragung durch ein weiteres Tier, das als Zwischenwirt diente, aber eine direkte Übertragung ohne Zwischenwirt sei auch möglich. Der Bericht basiert auf wissenschaftlichen Nachforschungen, die durch ein internationales Team im Januar und Februar 2021 in Wuhan stattfanden.[92]
- Islamabad/Pakistan: Premierminister Imran Khan entlässt Finanzminister Abdel Hafiz Shaik aufgrund steigender Inflation. Neuer Finanzminister wird der bisherige Wirtschaftsminister Hammad Azhar.[93]
- Suez/Ägypten: Die Ever Given, das havarierte Containerschiff, das seit dem 23. März 2021 den Suezkanal nördlich von Suez blockiert, ist nach Angaben des Bergungsdienstleisters gesichert worden und wieder schwimmfähig.[94][95] Die Havarie wird nach Schätzungen von Reedern und Wirtschaftswissenschaftlern auch nach der Bergung deutliche Auswirkungen auf den Welthandel haben.[96]
- Yamoussoukro/Elfenbeinküste: Bei Angriffen auf zwei Militärposten nahe der Grenze zu Burkina Faso im Norden der Elfenbeinküste werden drei Soldaten getötet und zahlreiche Waffen entwendet.[97]
- Nordrhein-Westfalen/Deutschland: Wegen der Vogelgrippe H5N8 wurden in Nordrhein-Westfalen bis dato fast 200.000 Vögel vorsorglich getötet.[98]

### Dienstag, 30. März 2021
- Alt Tellin/Deutschland: bei einem Großbrand in der Schweinezuchtanlage Alt Tellin sterben etwa 50.000 Tiere.[99][100]
- Dschalalabad/Afghanistan: Bewaffnete ermorden fünf Frauen, die im Gesundheitssektor im Impfprogramm gegen Kinderlähmung tätig waren.[101]
- La Sarraz/Eclépens/Schweiz: Das seit letztem Oktober bestehende Protestcamp von Umweltaktivisten auf dem Mormont, um gegen die Erweiterung des dortigen Steinbruchs zu protestieren, wird von der Polizei geräumt.[102]

### Mittwoch, 31. März 2021
- Beni/Demokratische Republik Kongo: Bei einem Überfall der Guerillaorganisation Allied Democratic Forces auf ein Dorf nahe Beni töten Rebellen 23 Dorfbewohner. Sicherheitsbedienstete erschießen zwei der Angreifer.[103]
- Niamey/Niger: Nach einem gescheiterten Putschversuch in den frühen Morgenstunden werden mehrere Soldaten festgenommen.[104]